# Мокрий луг
«Мокрий луг» — картина російського художника Федора Васильєва (1850—1873), написана в 1872 році. Картина є частиною зборів Державної Третьяковської галереї ( інв.  905). Розмір картини — 70 × 114 см.

## Опис
Художник зобразив момент зміни погоди: по небу пливуть хмари, але зліва вже світлішає. На передньому плані — омитий дощем луг, на задньому плані знаходяться кілька дерев. Свіжість живопису і точність відтворення атмосфери досягається використанням численних відтінків зеленого кольору.

## Історія
У липні 1871 року Федір Васильєв поїхав в Крим, в надії поправити стан свого здоров'я. Там же, ні з натури, а ґрунтуючись на своїх малюнках і враження, він написав картину «Мокрий луг», яка була закінчена в 1872 році. У тому ж таки 1872 році картина брала участь в конкурсній виставці Товариства заохочення художників і отримала там почесну другу премію серед ландшафт них творів, а першу премію отримала картина Івана Шишкіна "Сосновий бор. Щогловий ліс в Вятской губернії ".
Перед виставкою Васильєв писав Крамскому, що його картину збирався купити великий князь Микола Костянтинович. Проте, картину вдалося перекупити Павлу Третьякову, який приїхав в Санкт-Петербург ще до початку виставки.